# Прапори та герби земель Австрії
Прапори земель Австрії — прямокутні полотнища, розділені горизонтальними смугами основних кольорів герба відповідної землі.
Прапори із зображенням герба є офіційними символами земель Австрії і використовуються тільки урядовими органами земель (Dienstflagge). На відміну від цих прапорів жителі земель можуть використовувати цивільні прапори земель (Landesflagge), що відрізняються від офіційних прапорів відсутністю герба.
Деякі прапори без зображення герба дуже схожі, як наприклад прапори Тіролю і Верхньої Австрії. Прапори часто використовуються у вертикальних варіантах.

## Список
| Земля          | Цивільний прапор | Опис | Офіційний прапор | Герб |
| -------------- | ---------------- | --- | ---------------- | ---- |
| Бургенланд     |                  | Прапор Бургенланду затверджений 25 червня 1921 року і складається з двох рівнозначних смуг червоного та золотистого кольорів.              |                  |      |
| Каринтія       |                  | Прапор Каринтії затверджено у 1946 році і поєднує в собі кольори Австрії з жовтим кольором герба землі.                                    |                  |      |
| Нижня Австрія  |                  | Прапор Нижньої Австрії затверджено 9 Серпня 1954 року. Складається з двох рівнозначних горизонтальних смуг синього та жовтого кольорів.    |                  |      |
| Зальцбург      |                  | Прапор був офіційно затверджений 16 лютого 1921 року.                                                                                      |                  |      |
| Штирія         |                  | Біло-зелений прапор Штирії було затверджено в 1960 році.                                                                                   |                  |      |
| Тіроль         |                  | Прапор Тиролю офіційно затверджено 10 березня 1949 року.                                                                                   |                  |      |
| Верхня Австрія |                  | Прапор Верхньої Австрії затверджено 25 Квітня 1949 року. Складається з двох рівнозначних горизонтальних смуг білого та червоного кольорів. |                  |      |
| Відень         |                  | Червоно-білий прапор Відня використовувався з 1844 року, проте офіційно був затверджений лише у 1946 році.                                 |                  |      |
| Форарльберг    |                  | Прапор Форарльбергу збігається з прапорами Відня і Зальцбургу. Пропорції прапору: 2:3                                                      |                  |      |